# 中国社会科学院西亚非洲研究所
中国社会科学院西亚非洲研究所是中华人民共和国的一家西亚非洲问题研究机构，前身是1961年7月成立的中国科学院哲学社会科学部亚非研究所，是中国社会科学院的直属研究单位。